# Eduard Wilhelm Schulz
Eduard Wilhelm Schulz (* 5. Oktober 1796 in Hannover; † 17. November 1880 in Mülheim an der Ruhr) war ein evangelischer Pfarrer und Gründer des Evangelischen Krankenhauses in Mülheim an der Ruhr.

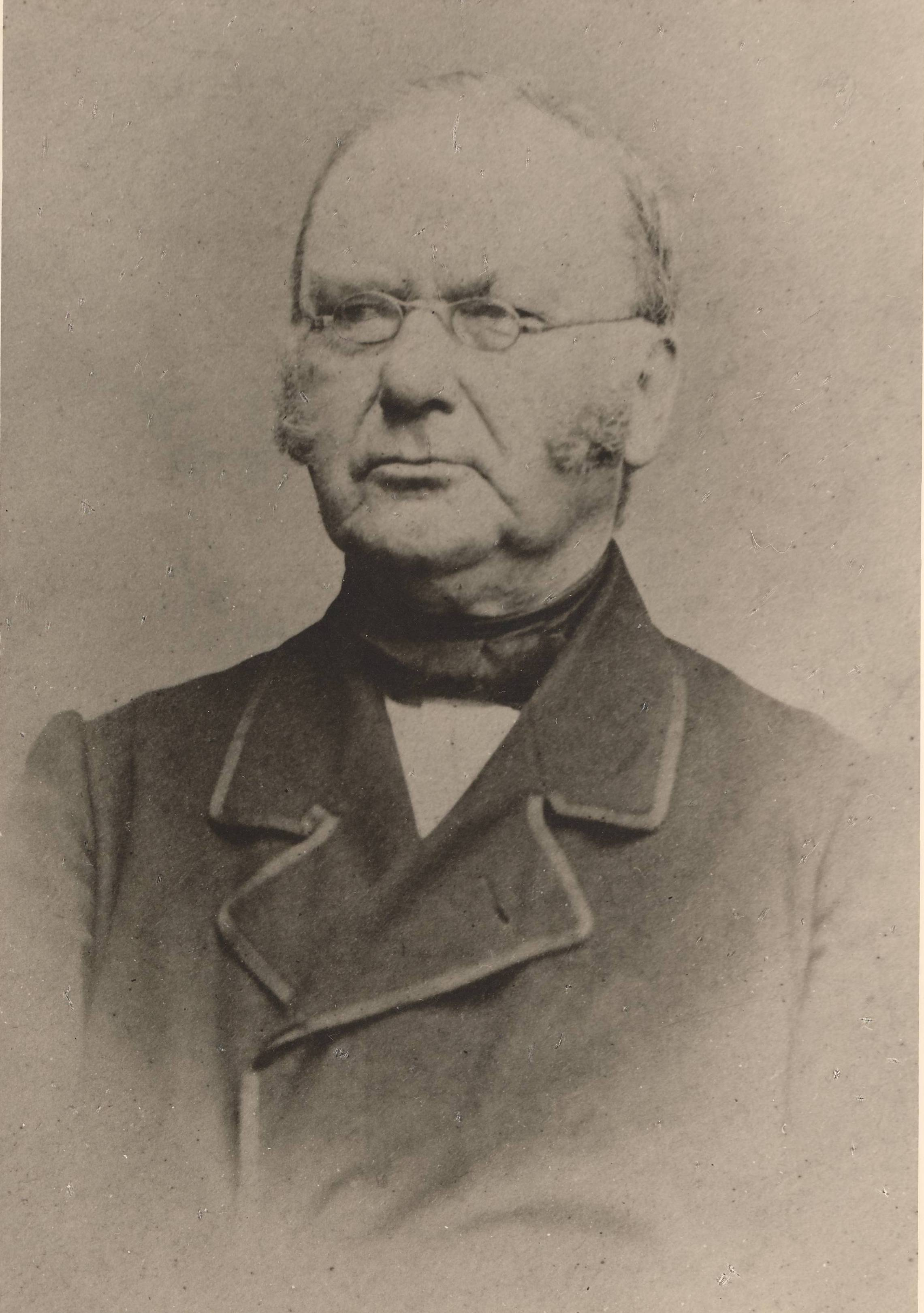
Pfarrer Eduard Wilhelm Schulz (1796–1880)

## Leben und Wirken
Nach dem Theologiestudium in Marburg, Göttingen und Berlin wirkte Schulz ab 1820 als Pfarrer in Mülheim an der Ruhr, von 1860 bis 1866 im Amt des Superintendenten. Er stand der Erweckungsbewegung nahe, initiierte ab monatliche Missionsstunden und pflegte eine intensive Freundschaft mit Theodor Fliedner. Mit den Krankenhausgründungen in Kaiserswerth (1836) und Duisburg (1844) war Fliedner das Vorbild für Eduard Schulz, als dieser 1849 ein Komitee bildete, um in Mülheim an der Ruhr ebenfalls ein Krankenhaus zu gründen. Zu diesem Zweck erwarb Schulz ein Grundstück auf dem Mülheimer Kirchenhügel. Am 19. März 1850 war es soweit: das Evangelische Krankenhaus Mülheim an der Ruhr konnte mit zunächst bescheidenen 10 Betten eröffnet werden. Eduard Schulz wurde zum Präses des Kuratoriums gewählt und übte dieses Amt bis 1879 aus. 1880 starb er im Alter von 84 Jahren.

## Ehrungen
Der sogenannte „Pastorengedenkstein“ erinnert noch heute an die Verdienste von vier Mülheimer Pfarrern, darunter Eduard Schulz.  Nachdem man den Stein zunächst auf dem Mülheimer Altstadtfriedhof aufgestellt hatte, wurde er in den 1980er Jahren auf Initiative des Pfarrers Walter Hufschmidt in den Patientengarten des Evangelischen Krankenhauses transferiert.

## Schriften
- Reise in das gelobte Land. Mülheim an der Ruhr 1852 (Digitalisat)
- Reise in das gelobte Land im Jahre 1851. Dritte Auflage, Mülheim an der Ruhr 1854 (Digitalisat)

## Weitere Quellen
- Stadtarchiv Mülheim an der Ruhr, Bestand 1550 (Mülheimer Persönlichkeiten)

| Personendaten    | Personendaten                                |
| ---------------- | -------------------------------------------- |
| NAME             | Schulz, Eduard Wilhelm                       |
| KURZBESCHREIBUNG | evangelischer Pfarrer und Krankenhausgründer |
| GEBURTSDATUM     | 5. Oktober 1796                              |
| GEBURTSORT       | Hannover                                     |
| STERBEDATUM      | 17. November 1880                            |
| STERBEORT        | Mülheim an der Ruhr                          |